# Hulk (Marvel)
De Hulk, alias Dr. Robert Bruce Banner, is een stripfiguur in de gelijknamige comics van Marvel Comics. Hij werd gecreëerd door Stan Lee en Jack Kirby.
De Hulk gaat vaak door voor een superheld, maar is in feite meer een antiheld: hij moet dan ook vaak andere helden van zich afslaan. Sinds zijn eerste verschijning in mei 1962 is de Hulk een van 's werelds herkenbaarste stripfiguren geworden. In de Nederlandse vertaling heet de strip aanvankelijk Rauwe Bonk, nadien de Verbijsterende Hulk.
De Hulk is ontstaan toen kernfysicus Robert Bruce Banner per ongeluk werd blootgesteld aan een hoge dosis gammastraling van een experimentele bom die hij had gemaakt. Sindsdien, als Bruce zich opwindt, verandert hij in de Hulk: zijn spieren worden krachtiger en zwellen op; zodanig dat hij uit zijn kleren scheurt. Alleen zijn broek blijft heel. Zijn intelligentie daalt echter tot het niveau van een vijfjarige. Verder kleurt zijn huid groen.

## Personage
De Hulk is eigenlijk Dr. Robert Bruce Banner, een kernfysicus. Bruce is een groot genie. Als kind werd hij echter mishandeld door zijn vader, die ook zijn moeder mishandelde. Hij hield zijn woede hierover in, wat hem een gespleten persoonlijkheid opleverde. Hijzelf was altijd tamelijk timide, eigenlijk een nerd (hij bezat bijvoorbeeld tien identieke kostuums, zodat hij nooit een seconde zou hoeven nadenken over kledingkeuze). Op school werd hij door andere leerlingen gepest. Hij doorliep de school met gemak en ging aan de universiteit natuurkunde studeren.
Op volwassen leeftijd ging hij als kernfysicus voor het Amerikaans leger werken. De militaire basis, waar hij komt te werken, wordt geleid door generaal Thunderbolt Ross. De generaal heeft een dochter genaamd Betty Ross, op wie Bruce verliefd wordt. Bruce komt te werken aan een nieuw type wapen genaamd de “gammabom”; een kernwapen met hoge gammastraling. Op de dag dat de bom getest zou worden, ontdekte Bruce op het laatste moment een tiener genaamd Rick Jones, die wegens een weddenschap rondliep op het testterrein. Bruce wist Rick te redden voordat de bom afging, maar werd daarbij zelf blootgesteld aan de ontploffing waarbij zijn lichaam een hoge dosis gammastraling absorbeerde. Rick bracht Bruce naar het ziekenhuis, waar hij voor het eerst veranderde in de Hulk.
De Hulk kent meerdere varianten. De bekendste versie van de hulk is de Savage Hulk. Deze versie van de hulk heeft een groene huidskleur, is groter dan een gemiddeld mens, en is overdreven zwaar gespierd. De meeste kleren zijn te klein voor hem, waardoor ze altijd van zijn lichaam scheuren als Bruce in De Hulk verandert. Alleen zijn paarse broek blijft deels intact. De Savage Hulk is buitengewoon sterk, maar niet bijster slim. Hij heeft de gemiddelde intelligentie van een jong kind en totaal geen zelfbeheersing. Deze Hulk verwijst vaak aan zichzelf in de derde persoon, vaak bewerend dat hij gewoon met rust gelaten wil worden, en als hij inderdaad met rust wordt gelaten doet hij ook geen vlieg kwaad.
Andere varianten van de Hulk zijn:
- Gray Hulk/Joe Fixit: deze grijze Hulk (niet dezelfde als die in de eerste Hulk strip verscheen) werkte een tijdje als huurling onder de naam Joe Fixit. De grijze Hulk is slimmer en kalmer dan de Savage Hulk en is in sommige gevallen net zo slim als zijn alter ego Bruce Banner. Hij is hedonistisch, sluw, arrogant en geslepen. In “The Incredible Hulk #333” wordt bekendgemaakt dat de persoonlijkheid van de Grijze Hulk het sterkst is bij nieuwe maan, en het zwakst bij volle maan. Hoewel hij de kleinste van alle Hulken is, is de Grijze Hulk nog steeds groter dan de gemiddelde man. Hij is minder sterk dan de Savage Hulk, maar zijn kracht neemt wel degelijk toe naarmate hij kwader wordt.
- Merged Hulk/The Professor: de Merged Hulk (letterlijk: versmolten of gefuseerde Hulk) is de combinatie van Bruce Banner, Savage Hulk en Gray Hulk en verscheen voor het eerst in Incredible Hulk #377. Deze Hulk werd later de Professor genoemd en neergezet als een vierde Hulk transformatie in plaats van een fusie van de vorige drie. Merged Hulk is de persoonlijkheid die Banners ideale zelfbeeld vertegenwoordigt. Het grote verschil tussen de twee versies is dat Merged Hulk een combinatie was van Banners intelligentie, Gray Hulks sluwheid en Savage Hulks spieren en omvang, terwijl de professor een vierde Hulk is die geen eigenschappen van de andere drie vertoont. In de strips zien Merged Hulk en de Professor er dan ook net niet hetzelfde uit.
- Mindless Hulk: Deze Hulk werd in het leven geroepen door Nightmare toen die Bruce Banner aanviel in een poging Dr. Strange te verslaan middels diens vrienden. Hierdoor begon Bruce een nieuwe persoonlijkheid te ontwikkelen; een gebaseerd op zijn ergste visioenen van de Hulk. Banner had rond dezelfde tijd eindelijk controle weten te krijgen over het lichaam van de Hulk. De Mindless Hulk was een nachtmerrieachtige interpretatie van Banners grootste angsten omtrent zijn alter ego: namelijk dat hij deze totaal niet meer in de hand kon houden. Mindless Hulk vertoonde totaal geen tekenen van menselijkheid meer, en leefde enkel voor vernietiging. Deze hulk terroriseerde Banner en iedereen in zijn omgeving een tijdje, totdat Banner weer controle over hem wist te krijgen. Sindsdien is deze persoonlijkheid niet meer gezien, en er wordt vermoed dat hij niet langer deel is van Banner.
- Guilt Hulk: ook wel bekend als “het beest”. Deze persoonlijkheid van Bruce is ontstaan door zijn spijt en schuldgevoel. Deze Hulk nam oorspronkelijk in Banners hoofd de vorm aan van Bruces vader, en dwong hem de nare gebeurtenissen uit zijn jeugd weer te herinneren. De Guilt Hulk werd uiteindelijk verslagen door Banner zelf. Hij keerde later terug en versloeg met gemak de Professor en de Gray Hulk, alvorens te worden verslagen door Savage Hulk. Guilt Hulk is vele malen groter dan de andere versies van de Hulk en beschikt naast zijn spierkracht ook over scherpe klauwen en punten over zijn gehele lichaam. Hij heeft zich echter nooit gemanifesteerd in een lichamelijke vorm.
- Devil Hulk : Devil Hulk vertegenwoordigt de kwaadwillige persoonlijkheid van Bruce Banner die gevoed wordt door al Banners haat over hoe de wereld hem behandelt. Deze Hulk is een vijand van Bruce en de andere Hulken. Hij zit normaal opgesloten in Bruces onderbewustzijn, maar dreigt steeds te ontsnappen om de wereld die Bruce diep van binnen haat te vernietigen, inclusief alles waar Banner wel waarde aan hecht. Hij verscheen voor het eerst toen Bruce leed aan amyotrofe laterale sclerose. Bruce gebruikte een machine om zijn onderbewustzijn binnen te kunnen gaan en een deal te maken met de drie dominante Hulken daar. De deal hield in dat zij controle zouden nemen over zijn lichaam wanneer de ziekte te veel voor hem werd. De Devil hulk wist hier gebruik van te maken om uit te breken. Banner, Gray Hulk, Savage Hulk en de Professor Hulk waren in staat Devil Hulk weer op te sluiten in Bruces onderbewustzijn, en hem daar te houden.
- Rode Hulk: deze hulk dook voor het eerst op in een strip uit 2008. Later bleek dit niet een nieuwe transformatie van Banner te zijn, maar Thunderbolt Ross die zichzelf in een rode versie van de hulk veranderde. Deze rode hulk vermoordde onder andere Abomination.

## Publicatiegeschiedenis
In de eerste strip, The Incredible Hulk #1, is de huidskleur van de hulk niet groen maar grijs. Dit was een beslissing genomen door Stan Lee die graag een kleur wilde die niet zou aansluiten bij een bepaalde etnische groep. Nadat de eerste strip was gedrukt, wees Stan Golberg Lee op het probleem dat de technologie van toen niet in staat was om de kleur grijs goed en duidelijk te printen, waardoor de Hulk per pagina een andere tint grijs had. Om dit probleem te verhelpen gaf Goldberg de Hulk in de tweede strip zijn beroemde groene huidskleur. In latere strips waarin de oorsprong van de Hulk werd herverteld, wordt het feit dat de Hulk van oorsprong grijs was, weggelaten, behalve in een verhaal uit 1986.
In de eerste verhalen verandert Banner dagelijks in de Hulk bij zonsondergang. Later werd dit veranderd in het feit dat hij alleen de Hulk wordt bij gevoelens van opwinding als woede, angst of paniek.
Na zes delen werd de oude Hulk strip beëindigd. Kort daarop ontvingen Jack Kirby en Stan Lee bericht van een Hogeschool dat de Hulk tot hun officiële mascotte was gekozen. Nu ze wisten dat de Hulk inderdaad een publiek had, gaven ze hem veel gastoptredens in andere strips en maakten van hem een cruciaal personage in de vorming van de superheldengroep De Vergelders. Daarna kreeg de Hulk weer een eigen stripserie “The Incredible Hulk”.
In 1986 werd Peter David de schrijver van de serie. Hij veranderde Banners pre-hulk karakteristiek en ook de relatie tussen Banner en de Hulk. Oorspronkelijk was Banner een normale, maar verlegen man wiens negatieve emoties tot uiting kwamen in de Hulk. Davis maakte van Banner een slachtoffer van dissociatieve identiteitsstoornis die al serieuze mentale problemen had lang voordat hij de Hulk werd. Ook gaf David hem een bron van zijn enorme agressie. Hij zou als kind zijn mishandeld.

## Eigenschappen van de Hulk
De Hulk is een van de sterkste personages uit de Marvel Strips. Zeker in zijn Savage Hulk-vorm. 
De Hulks primaire eigenschap is zijn kolossale kracht. Hij gooit tanks weg alsof het papieren vliegtuigjes zijn. Verder kan hij honderden meters hoog en ver springen. Zijn krachtniveau neemt ook toe naarmate hij kwader wordt, waardoor er technisch gezien geen limiet aan zijn kracht zit. Zo was hij ooit in staat een planetoïde die tweemaal zo groot was als de Aarde met een slag tot puin te slaan en het pantser van de schurk Onslaught te breken.
De Hulk voelt nauwelijks extreme pijn, doordat zijn huid nagenoeg ondoordringbaar is. Hij kan gemakkelijk de inslag van zware projectielen weerstaan. Ook overleeft hij met gemak een val van extreem grote hoogte, deren energieschoten hem niet tot nauwelijks en is hij immuun voor veel soorten gif en ziektes. Als de Hulk toch gewond raakt, regenereert hij binnen enkele seconden. Door zijn immuniteit voor gif verzuren zijn spieren niet, en kan hij uren achtereen op topniveau presteren.
Het intellect van de Savage Hulk is dat van een vijfjarig kind. Hij spreekt in korte, gebroken zinnen, en is makkelijk kwaad te krijgen. Het liefst wil hij gewoon met rust gelaten worden.
Een van zijn zwakke plekken is zuurstof, die hij net als een normaal mens nodig heeft om te ademen. De Hulk kan echter wel extreem lang zijn adem inhouden. Verder gaat de Hulk gebukt onder de wetenschap dat hij Bruce Banner haat.
In latere verhalen blijkt dat de Hulk in staat is telepathische aanvallen te weerstaan.

## Vrienden en vijanden
Men zou denken dat een wezen dat onmetelijk sterk is en onkwetsbaar geen vijanden heeft, maar toch heeft de Hulk ze. Vooral in de eerste Hulkstrips was generaal Thaddeus 'Thunderbolt' Ross een gezworen vijand van de Hulk, die hem overal met het hele Amerikaanse leger achternazat. Het kon hem niet schelen hoeveel man hij verliest, hij zou en moest de Hulk vernietigen.
Thaddeus dochter, Betty, hield echter van Banner en walgde daarom van haar vaders jacht op de Hulk. Generaal Thaddeus' rechterhand majoor Glenn Talbot was ook verliefd op Betty en werd daarom vaak heen en weer geslingerd tussen zijn baas' ijver de Hulk op te jagen en het winnen van Betty's hart op een eervollere manier dan jagen op de Hulk.
Rick Jones, de tiener die door Bruce werd gered van de nucleaire bom, was jarenlang de Hulks beste vriend en helper. Later raakte een andere tiener, Jim Wilson, ook bevriend met de Hulk.
Doc Samson, een psychiater, die besmet raakt met Banners radioactieve bloed, waardoor hij sterker werd, maar zijn intellect behield. Als vriend van Banner is Doc Samson vastberaden een oplossing te vinden voor Banners transformatie in de Hulk.
Andere bekende vijanden van de Hulk zijn Abomination en Leader. Verder heeft de Hulk ruzie met zo'n beetje elke superheld uit het Marvel Universum, met name met het Ding, maar van tijd tot tijd komt hij hen ook te hulp. Zo was hij lid van de originele vergelders. In de strip is de Hulk eerst een 'volksvijand' maar later wordt hij een held, alhoewel hij nog steeds geregeld ruzie heeft met andere helden.

## Andere versies

### Ultimate Hulk
Een versie van de Hulk verscheen in de Ultimate Marvel-serie in Ultimate Marvel Team-Up #2 (2001). In dit universum werkt Banner voor S.H.I.E.L.D. aan een experiment om het supersoldaten-serum dat in de Tweede Wereldoorlog werd gebruikt om Captain America zijn kracht te geven te hercreëren. Wanneer Captain America schijndood wordt aangetroffen, wordt Banners financiering stopgezet. Hierop mengt Banner wat bloed van Captain America met het tot nu toe verkregen experimentele serum en injecteert dit bij zichzelf. Hij verandert hierdoor in een grijze Hulk die alles op zijn pad verwoest en honderden mensen vermoordt. Na weer terug te zijn veranderd in Banner, sluit S.H.I.E.L.D. hem op.
Later gebruikt Captain America de Hulk om een aanval van een buitenaards ras, de Chitauri, af te slaan. Kort hierop wordt alom bekend dat Bruce Banner de Hulk is en hij wordt ter dood veroordeeld vanwege de vele slachtoffers die hij gemaakt heeft. Banner, als de Hulk, breekt echter uit en is nadien voortvluchtig.

### Film Hulk
De eerste Hulk-verfilming van Universal uit 2003, Hulk, geregisseerd door Ang Lee, was een peperdure productie waaraan twaalf jaar was gewerkt. De film kreeg desondanks slechte kritieken, met name vanwege de korte screentime van de Hulk, de serieuze toon en de al te nadrukkelijke verwijzingen naar het medium strip.
David Banner, de vader van Bruce Banner, heeft lang geleden een genetische wijziging aan zichzelf uitgevoerd waardoor cellen in het lichaam automatisch vervangen worden, zodat wonden dus meteen genezen. Dan krijgen David en zijn vrouw samen een kind, Bruce. Hij heeft echter dezelfde eigenschap als zijn vader David. Er zit echter een grote keerzijde aan de genetische wijziging. Bij woede zou de persoon kunnen veranderen in een ijzersterk monster. David Banner wil daarom zijn zoon Bruce vermoorden, om de wereld te beschermen. Men weet hem echter tegen te houden. Het lijkt allemaal wel mee te vallen, want Bruce is nog nooit veranderd in een monster. Na 20 jaar werkt Bruce bij de Universiteit van Californië in Berkeley. Hij is daar bezig met experimenten met gammastralen om dezelfde status te bereiken als zijn vader had. Dan vindt er een ongeluk plaats, en komt de genetische afwijking die hij van zijn vader erfde naar boven. De wonden van Bruce genezen automatisch, maar in tegenstelling tot zijn vader wordt hij inderdaad een monster, de Hulk, wanneer hij kwaad is. Generaal Ross, de vader van medewerkster Betty, op wie Bruce een oogje heeft, besluit Bruce op te sluiten. Ondertussen wil iemand anders een stuk van zijn lichaam hebben, om veel geld te verdienen. De Hulk weet echter te ontsnappen, maar dan zit het hele leger weer achter hem aan.

### Marvel Cinematic Universe
De Hulk komt voor in het Marvel Cinematic Universe in de films The Incredible Hulk uit 2008, The Avengers uit 2012, Avengers: Age of Ultron uit 2015, Thor: Ragnarok uit 2017, Avengers: Infinity War uit 2018 en Avengers: Endgame uit 2019, geproduceerd door Marvel Studios zelf. Deze films zijn geen vervolg op de film uit 2003. Deels vanwege de slechte kritieken op de eerste film, besloot Marvel de productie van de tweede film in eigen handen te nemen en de tweede film helemaal op zichzelf te laten staan. De film werd dus op een geheel nieuw scenario gebaseerd en is daarmee een reboot. 

#### The Incredible Hulk
Dr. Bruce Banner wordt ingehuurd door Generaal Thunderbolt Ross voor een experiment in gamma-onderzoek. Banner weet niet dat Ross' plannen heeft om een experiment uit Wereldoorlog II voort te zetten om zo een leger supersoldaten te creëren. Het experiment loopt mis en Banner verandert in de Hulk. Hij richt een ravage aan en daarbij belandt Betty Ross, de dochter van Thunderbolt, in het ziekenhuis en breekt Thunderbolt zelf een arm.
Bruce Banner vlucht naar Brazilië. Hij probeert een oplossing te vinden voor zijn probleem samen met zijn internetvriend genaamd "Mr. Blue".
Generaal Ross stuurt intussen een team naar Brazilië om de voortvluchtige Banner te vangen. Dit team wordt geleid door Emil Blonsky. Bruce moet weer vluchten, dit keer naar Guatemala. Van daaruit keert hij anoniem terug naar Amerika, maar hij moet samen met Betty Ross, die hij toevallig ontmoet heeft in de pizzeria waar hij werkt, naar Culver University vluchten, waar hij "Mr. Blue" ontmoet: Samuel Sterns. Mr. Blue probeert hem te genezen. Bruce wordt echter weer aangevallen en gevangengenomen. Emil Blonsky sloopt de hele stad, dus vraagt Bruce of hij als de Hulk tegen hem mag vechten. De Hulk wint het gevecht en vlucht alleen naar Bella Coola, British Columbia, waar hij met zichzelf in het reine probeert te komen.
Aan het slot zegt Tony Stark (Iron Man) tegen Generaal Ross, dat hij een team aan het samenstellen is en dat de Hulk daar lid van moet worden, zo een opening creërend voor een vervolg. Dit gebeurt wanneer Loki de aarde bedreigt. In deze film wordt de Hulk gespeeld door Mark Ruffalo, hij is in deze film ook de eerste persoon die de Hulk speelt als Bruce Banner en als de Hulk zelf dankzij Motion Capture.

#### The Avengers
Hier zien we Bruce Banner voor het eerst in India. Hij verschuilt zich daar en heeft intussen daar een nieuw leven gestart. Er wordt een nieuw team samengesteld en Banner moet daar een lid van worden. S.H.I.E.L.D agent Natasha Romanoff oftewel de Black Widow wordt naar India gestuurd om de Hulk in het team te voegen. Wanneer zij in Banners huis komt denkt Banner eerst dat zij hem wil vermoorden. Later wordt Banner overgehaald en wordt lid van het team. Hier doet hij vooral veel experimenten met Iron Man. Het schip van de Avengers wordt later aangevallen door Loki. Hij en de Black Widow worden ingesloten en daardoor verandert Banner voor het eerst in de film in de Hulk. Hij vernielt hierdoor een deel van het schip en valt de Black Widow aan. Later vecht hij tegen Thor en er wordt een vliegtuig gestuurd om de Hulk te stoppen. De Hulk vernietigt het vliegtuig en valt ter pletter. Hier is hij in een woning gevallen. Later komt hij op een motor aan in New York. Hier vertelt de Hulk zijn geheim en kan daardoor altijd vanzelf in de Hulk veranderen. Hij bevecht hier iedereen en verslaat Loki. Op het einde gaat hij met Iron Man ervandoor. In de scène na de aftiteling is nog te zien dat hij shoarma eet met zijn collega's.

#### Avengers: Age of Ultron
Na de opkomst van HYDRA worden de Avengers nogmaals gegroepeerd om de strijd met de steeds groter wordende HYDRA, onder leiding van Wolfgang von Strucker, aan te gaan dat met succes verslagen wordt en de Avengers kunnen de Scepter terugnemen. Om het zo te maken dat de aarde altijd veilig kon zijn zonder voortdurend alle Avengers nodig te hebben om het te beschermen, assisteerde Banner Stark bij het creëren van Ultron , een kunstmatige intelligentie. De AI keerde zich snel tegen hen en probeerde het uitsterven van de mensheid te veroorzaken. Hulk hielp in de strijd tegen Ultron en besloot om weg te vliegen in een quinjet nadat het team Ultron met succes had verslagen. In zijn ballingschap verliet Hulk op de een of andere manier de aarde en landde na een neerstorting op de planeet Sakaar, waar de stressvolle omgeving hem ervan weerhield terug te vallen in Banner, waardoor hij gedurende twee jaar in hulkvorm bleef.

#### Thor: Ragnarok
Op Sakaar werd hij een gladiator voor de grootmeester en werd al snel vereerd als een geliefde kampioen, die ervoor koos om de wereld de rug toe te keren en te genieten van het leven van een krijger. Toen Thor echter op de planeet arriveerde, vocht Hulk tegen zijn oude vriend in de arena. In de nasleep van hun gevecht, ontdekte Hulk dat Asgard bedreigd werd door de terugkomst van Hela en Thor en de andere Revengers (bestaande uit Thor, Hulk, Loki en Valkyrie) van  de planeet liet ontsnappen, terugkerend naar Banner in het proces. Om Hela te verslaan, werd Asgard tijdens Ragnarök vernietigd, dus voegde Banner zich bij de overlevende Asgardians, inclusief de verloste Loki, onder leiding van hun nieuwe koning, Thor, op hun zoektocht terug naar de aarde.

#### Avengers: Infinity War
Op weg naar de aarde werd het Asgardiaanse schip aangevallen door Thanos en de Zwarte Orde, die de meeste Asgardians vermoordde. Hulk daagde hun leider Thanos uit, die hem degelijk versloeg, en werd door Heimdall naar de aarde geteleporteerd, waar Banner de planeet waarschuwde voor de komst van Thanos, die uit is op alle Infinity Stones. Banner maakte deel uit van de Slag om Wakanda in het Hulkbuster- pantser, omdat Hulk weigerde te vechten. Banner was een van de weinige overlevenden van Thanos' plan om de helft van het universum te doden.

#### Avengers: Endgame
Er zijn een aantal jaren voorbij gegaan sinds de vorige gebeurtenissen. Thanos is jaren geleden vermoord door Thor. Het is Banner gelukt om vrede te sluiten met de Hulk, waardoor hij permanent de Hulk is met behoud van zijn intellect. Banner wordt benaderd door Ant-man, Captain America en Black Widow. Ant-man, alias Scott Lang, denkt een manier gevonden te hebben om terug in de tijd te reizen om zo de handelingen van Thanos ongedaan te maken. Zij hebben Banners expertise nodig om een verkleinmachine, gebouwd door Henry Pym, te herbouwen naar een tijdmachine. Banner krijgt echter de tijdmachine niet goed aan het werken. Daarom wordt de hulp ingeroepen van Ironman, die erin slaagt een werkende tijdmachine te maken. Het plan is om met de tijdmachine alle Infinity Stones te bemachtigen, voordat Thanos ze bemachtigt, en de Infinity Stones naar het heden te brengen, om vervolgens hiermee alles in het heden recht te zetten. Het plan lukt en alle Infinity Stones worden naar het heden gebracht. Banner wordt gekozen om de handschoen met de Infinity Stones te dragen en deze te activeren, sinds hij de sterkste is van de groep. Banner verbrandt zijn arm bij de activatie van de Infinity Stones, maar het lukt om alle overledenen weer terug te brengen. Echter wat ze toen nog niet weten is, dat Thanos van de verleden tijd van tevoren hun plan heeft ontdekt en met zijn schip ook door de tijd naar het heden is gereisd. Thanos begint met zijn troepen een grootschalige aanval op hen. Even zien de zaken er slecht uit voor de Avengers, maar dan komen de andere teruggekeerde superhelden hen ter hulp, die door de mystieke krachten van Dr. Strange en Wong daar naartoe zijn gebracht. Na een uitgebreid gevecht met Thanos lukt het om hem te verslaan.

#### What If...?
In deze animatieserie zien we alternatieve uitkomsten van gebeurtenissen in het Marvel Cinematic Universe. In de derde aflevering zien we dat Bruce Banner wordt vermoord door Hank Pym / Yellow Jacket nadat Black Widow erachter kwam dat Bruce zich verstopte in het kantoor van Betty Ross. Dit is een alternatieve gebeurtenis van de film The Incredible Hulk uit 2008. De stem wordt in de animatieserie ingesproken door Mark Ruffalo. In de vijfde aflevering zien we Bruce Banner die vecht tegen zombieversies van bekende Marvel personages.

## Hulk in andere media

### Televisie
- De Hulk begon zijn carrière op tv als onderdeel van de Canadese animatieserie The Marvel Super Heroes uit 1966.
- Het beroemdste tv-optreden van de Hulk is wellicht dat uit de live-action-televisieserie The Incredible Hulk met Bill Bixby als David Banner en Lou Ferrigno als de Hulk. Toen de serie eindigde, werd in 1982 een 13-delige animatieseriegemaakt met de gelijknamige naam: The Incredible Hulk.
- In 1996 maakten Marvel Studios en Saban Entertainment een derde animatieserie over de Hulk, met Lou Ferrigno als de stem van de Hulk. Deze serie bevatte ook een van de Hulks andere incarnaties: Gray Hulk.
- De Hulk heeft een rol in de animatieserie The Avengers: Earth's Mightiest Heroes. In deze serie is hij iets slimmer dan in de strips; zo kan hij bijvoorbeeld gewoon praten. De Nederlandse stem van Bruce Banner wordt hierbij ingesproken door Fred Meijer, de Hulk werd eerst ingesproken door Rinie van den Elzen en later door Daan van Rijssel.
- De Hulk is te zien in de animatieserie Super Hero Squad. Hierin is hij dom en kan hij normaal praten (voor zover dat mogelijk is). Soms is hij zich niet bewust van zijn eigen bovennatuurlijke krachten. Hij eet veel en sloopt soms (onbedoeld) het vliegende hoofdkwartier van de Squadies. Verder helpt hij zijn team waar dat nodig is.
- Hulk and the Agents of S.M.A.S.H., een animatieserie uitgezonden vanaf augustus 2013. De Nederlandse stem van de Hulk wordt hierbij ingesproken door Paul Klooté. De Hulk kwam eerder ook nog voor in de animatieserie wat zich afspeelt in hetzelfde universum als Agents of S.M.A.S.H. genaamd Ultimate Spider-Man en Avengers Assemble. Later kwam de serie Guardians of the Galaxy.

### Films
- De liveaction-serie van de Hulk kreeg een spin-off in de vorm van drie televisiefilms: The Incredible Hulk Returns, The Trial of the Incredible Hulk en The Death of the Incredible Hulk.
- In 2003 verscheen de eerste bioscoopfilm van de Hulk. Eric Bana had de rol van Bruce Banner en de Hulk werd met computeranimatie neergezet. In deze film is Bruce' vader David Banner (Nick Nolte) gedeeltelijk verantwoordelijk voor het ontstaan van de Hulk, aangezien hij voor Banners geboorte wat experimenten op zichzelf deed en zijn gemuteerde genen overgingen op zijn zoon.
- In 2009 verscheen de animatiefilm Hulk Vs.
- In 2010 verscheen de animatiefilm Planet Hulk.

### Marvel Cinematic Universe
- Een tweede Hulk-film, getiteld The Incredible Hulk, verscheen in 2008. En is de debuut van de Hulk in de MCU vertolkt door Edward Norton

- In 2012 verscheen de Hulk in The Avengers als deel van een nieuwe vechtgroep die de aarde moest redden van de destructie door Loki. In deze film wordt de Hulk gespeeld door Mark Ruffalo; hij is in deze film ook de eerste persoon die de Hulk speelt in de hoedanigheid van zowel Bruce Banner als de Hulk zelf, dankzij Motion Capture.
- In 2013 verscheen de Hulk in Iron Man 3 in de post-credit scène waarbij hij in slaapt valt terwijl Tony Stark zijn verhaal vertelt.
- In 2015 verscheen hij ook in het tweede deel van The Avengers Avengers: Age of Ultron. Hier is hij vooral veel te zien met Iron Man en Black Widow. Iron Man helpt hij met maken van Ultron en met Black Widow krijgt hij een romance.
- In 2017 verscheen Mark Ruffalo nogmaals als Bruce Banner/The Hulk in Thor: Ragnarok.
- In 2018 verscheen Mark Ruffalo als Bruce Banner en heel even als De Hulk in Avengers: Infinity War.
- In 2019 verscheen Mark Ruffalo als Bruce Banner in een post-credit scène van de film Captain Marvel waarbij hij uitzoekt wat er een apparaat is gebeurd waarmee Captain Marvel mee kan worden gebeld.
- In 2019 verscheen Mark Ruffalo als Bruce Banner/Professor Hulk in de film Avengers: Endgame.
- Van 2021 tot en met 2024 sprak Mark Ruffalo de stem in van Bruce Banner / De Hulk in de eerste twee seizoenen van de animatieserie What If...?. De Nederlandse stem van Bruce Banner werd ingesproken door Frans Limburg.
- In 2021 verscheen Mark Ruffalo als Bruce Banner in een post-credit scène van de film Shang-Chi and the Legend of the Ten Rings waarbij hij overlegt met Wong, Carol Danvers / Captain Marvel, Shang-Chi en Katy Chen over de oorsprong van de tien ringen.
- In 2022 verscheen Mark Ruffalo als Bruce Banner / Smart Hulk in She-Hulk: Attorney at Law om zijn nicht Jennifer Walters te helpen met haar krachten

##### De Hulk in films en series
- The Incredible Hulk (2008)
- The Avengers (2012)
- Iron Man 3 (2013) (post-credit scène)
- Avengers: Age of Ultron (2015)
- Thor: Ragnarok (2017)
- Avengers: Infinity War (2018)
- Captain Marvel (2019) (post-credit scène)
- Avengers: Endgame (2019)
- What If…? (2021-2024) (stem) (Disney+)
- Shang-Chi and the Legend of the Ten Rings (2021) (post-credit scène)
- She-Hulk: Attorney at Law (2022) (Disney+)

### Computerspelen
Sinds 2014 is er een verzamelfiguur van het personage de Hulk voor het tweede deel van het computerspel Disney Infinity. Zodra dit verzamelfiguur op een speciale plaat van het spel wordt gezet, verschijnt het personage in het spel. De Hulk is ook weer speelbaar in het derde en tevens laatste deel van de spellen. De Nederlandse stem van de Hulk voor dit spel werd ingesproken door Paul Klooté.